# РК Црвенка
Рукометни клуб Црвенка је рукометни клуб из Црвенке, Србија.

## Историја
Клуб је основан 1952. године при друштву за телесно васпитање „Партизан“, а 1953. је регистрован у рукометни клуб и почео да се такмичи. У почетку је играо велики рукомет, а од сезоне 1954/55. почиње да игра мали рукомет.
1965. Црвенка по први пут обезбеђује улазак у Прву лигу Југославије, преко квалификационог турнира у Ријеци. 1967. и 1988. осваја Куп Југославије, а 1969. постаје првак Југославије. Највећи успех у европским такмичењима Црвенка је постигла у сезони 1969/70. када је стигла до полуфинала Купа европских шампиона, где је поражена од Динама из Берлина укупним резултатом 20:19.
Од осталих значајнијих успеха ту су јуниорски првак Југославије 1994. и куп шампиона Југославије за јуниоре 1974. године.

## Успеси
| Такмичење                 | Такмичење                | Број                     | Година                     |                          |                          |
| Национално првенство - 1  | Национално првенство - 1 | Национално првенство - 1 | Национално првенство - 1   | Национално првенство - 1 | Национално првенство - 1 |
| ------------------------- | ------------------------ | ------------------------ | -------------------------- | ------------------------ | ------------------------ |
| Првенство СФР Југославије | Првак                    | 1                        | 1968/69.                   |                          |                          |
| Првенство СФР Југославије | Други                    | 3                        | 1967/68, 1972/73, 1978/79. |                          |                          |
| Првенство Србије          | Првак                    | 0                        | /                          |                          |                          |
| Првенство Србије          | Други                    | 0                        | /                          |                          |                          |
| Национални куп - 2        |                          |                          |                            |                          |                          |
| Куп СФР Југославије       | Победник                 | 2                        | 1966/67, 1987/88.          |                          |                          |
| Куп СФР Југославије       | Финалиста                | 1                        | 1970/71.                   |                          |                          |
| Куп СРЈ / СЦГ             | Победник                 | 0                        | /                          |                          |                          |
| Куп СРЈ / СЦГ             | Финалиста                | 1                        | 1998/99.                   |                          |                          |
| Куп Србије                | Победник                 | 0                        | /                          |                          |                          |
| Куп Србије                | Финалиста                | 0                        | /                          |                          |                          |
| Континентална такмичења   |                          |                          |                            |                          |                          |
| Куп европских шампиона    | Победник                 | 0                        | /                          |                          |                          |
| Куп европских шампиона    | Финалиста                | 0                        | /                          |                          |                          |
| Куп европских шампиона    | Полуфинале               | 1                        | 1969/70.                   |                          |                          |
| Остала такмичења          |                          |                          |                            |                          |                          |
| Трофеј Добоја             | Победник                 | 1                        | 1985.                      |                          |                          |
| Трофеј Добоја             | Финалиста                |                          |                            |                          |                          |